# マンダリン・オリエンタル・シンガポール
マンダリン オリエンタル シンガポール (Mandarin Oriental Singapore) は1987年に開業したシンガポールの最高級ホテルである。旧ホテル名はザ・オリエンタル シンガポールで、2007年9月25日に現ホテル名に変更した。運営はホテル名変更前と同様マンダリン・オリエンタルホテルグループ（ジャーディン・マセソン・グループの傘下）である。
なお、同じくシンガポールにあるメリタス・マンダリン・シンガポールとマリーナ・マンダリン・シンガポールは、いずれもマンダリン・オリエンタルホテルグループとは無関係である。

## 特徴
シックで落ち着いた雰囲気が漂う527室のホテル。マリーナ湾に面した場所にある。約8割の客室から港が見える眺望の良さが自慢。残り2割の客室からはシンガポールの街並みを眺められる。
広さは、一番狭い客室で約33平方メートルである。
2005年に始まった大規模改装工事で、全ての客室のデザインが変更された。全体的に、シティービューの客室は茶色を取り入れたデザイン、オーシャンビューとハーバービュー、スイートの客室は黒を取り入れたデザインとなっている。

## 設備
- ドルチェ ヴィータ (Dolce Vita)　地中海料理
- 桜桃園 (Cherry Garden)　広東料理
- モートンズ ステーキハウス (Morton's, the Steakhouse)　ステーキ、シーフード
- MO バー(MO BAR) 4F 旧アクシス バー&ラウンジ (Axis Bar and Lounge)　バー
- メルト～ザ ワールド カフェ (MELT～The World Café)　各国料理
- テッパンヤ　(Teppanya)　日本料理, 鉄板焼き
- ザ・オリエンタル・スパ (The Oriental Spa)　スパ
- プール　屋外に1か所

など

## 参照
- マンダリン・オリエンタルホテルグループ
- ジャーディン・マセソン